# Blokada taktyczna
Blokada taktyczna - odizolowanie od głównych sił przeciwnika niewielkich zgrupowań jego wojsk (jeden lub kilka pododdziałów, oddziałów), silnie bronionych rejonów i punktów w systemie jego obrony, lotnisk, portów, fortów, pojedynczych schronów w celu pozbawienia ich możliwości skutecznego działania lub wykorzystania w walce.
Blokowanie jest rozwinięciem wojsk w celu zatrzymania nacierających zgrupowań, które przełamały pozycje obronne. Harmonogram rozwinięcia sił blokujących zależeć będzie od sposobu, w jaki rozwija się działanie przeciwnika, ze szczególnym zwróceniem uwagi na jego siłę, prędkość i kierunek podchodzenia. Czynniki te muszą być powiązane z rozmieszczeniem i wielkością dostępnych sił blokujących, ich czasem reakcji i czasem przygotowania pozycji ryglowych. Często tylko poprzez blokowanie możliwe jest zyskanie czasu potrzebnego na zatrzymanie przeciwnika i wykonanie kontrataku.